# Pin-up Princess
Pin-up Princess – siódmy album studyjny Katarzyny Groniec, która napisała wszystkie teksty umieszczone na płycie. Nad materiałem na album współpracowała z Wojciechem Waglewskim, który napisał muzykę do kilku utworów. Oprócz Waglewskiego twórcami muzyki są też Robert Szydło i Piotr Dziubek.
Artystka opisywała płytę jako „rodzaj zapisu przemyśleń, które nachodzą kobietę po 35. roku życia”.

## Lista utworów
| Pozycja | Utwór           | Czas |
| ------- | --------------- | ---- |
| 1       | Pin-up Princess | 3:21 |
| 2       | Sofia Loren     | 3:18 |
| 3       | Trawa           | 4:54 |
| 4       | Podaj dalej     | 3:23 |
| 5       | Kosmonautka     | 4:03 |
| 6       | Stare babki     | 3:11 |
| 7       | Ruski           | 3:46 |
| 8       | Szeptunka       | 2:15 |
| 9       | Świt            | 4:25 |
| 10      | Skleroza        | 3:25 |
| 11      | Z nim śpię      | 5:46 |
| 12      | Leć Princess    | 3:46 |
| 13      | Już nie palę    | 3:53 |

## Muzycy
- Łukasz Damrych – instrumenty klawiszowe
- Robert Szydło – bass, gitara
- Łukasz Sobolak – perkusja
- Bartek Miarka – gitary[3].

Gościnnie
- Jacek Treliński – gitary (6)
- Konrad Rogiński – instrumenty perkusyjne (1,3,4,6,7,11), piła (5,11), duduk (7), kora (1), flet tin whistle (6)
- Magda Sobczak – śpiew (6,7), cymbały (7)
- Sylwia Świątkowska – śpiew (6,7)
- Ewa Wałecka – śpiew (6,7)
- Wojciech Waglewski – gitara i gwizdanie (13)